# Robert Coote
Robert Coote (4 de febrero de 1909 – 26 de noviembre de 1982) fue un actor inglés, conocido por sus papeles de aristócratas en varias producciones cinematográficas así como por interpretar al coronel Hugh Pickering en la obra My Fair Lady, representada durante largo tiempo en el circuito de Broadway.

## Biografía
Coote nació en Londres, Inglaterra, siendo su padre el actor Bert Coote. Se educó en el Hurstpierpoint College, en Sussex, e inició su carrera teatral a los 16 años, actuando en su país, en Sudáfrica, y Australia, antes de llegar a Hollywood a finales de los años 1930.
Encarnó a diferentes personajes de reparto, pomposos y de nacionalidad británica, entre ellos el Sargento Bertie Higginbotham en Gunga Din (1939). Su carrera de actor se vio interrumpida por servir como líder de escuadrón en la Real Fuerza Aérea Canadiense durante la Segunda Guerra Mundial. Finalizada la contienda volvió al cine, siendo Bob Trubshawe en la cinta de Michael Powell y Emeric Pressburger A Matter of Life and Death (1946), rodada antes de volver a Hollywood. Allí rodó películas como The Ghost and Mrs. Muir (1947), Forever Amber (1947), Los tres mosqueteros (1948) y Otelo (1951).

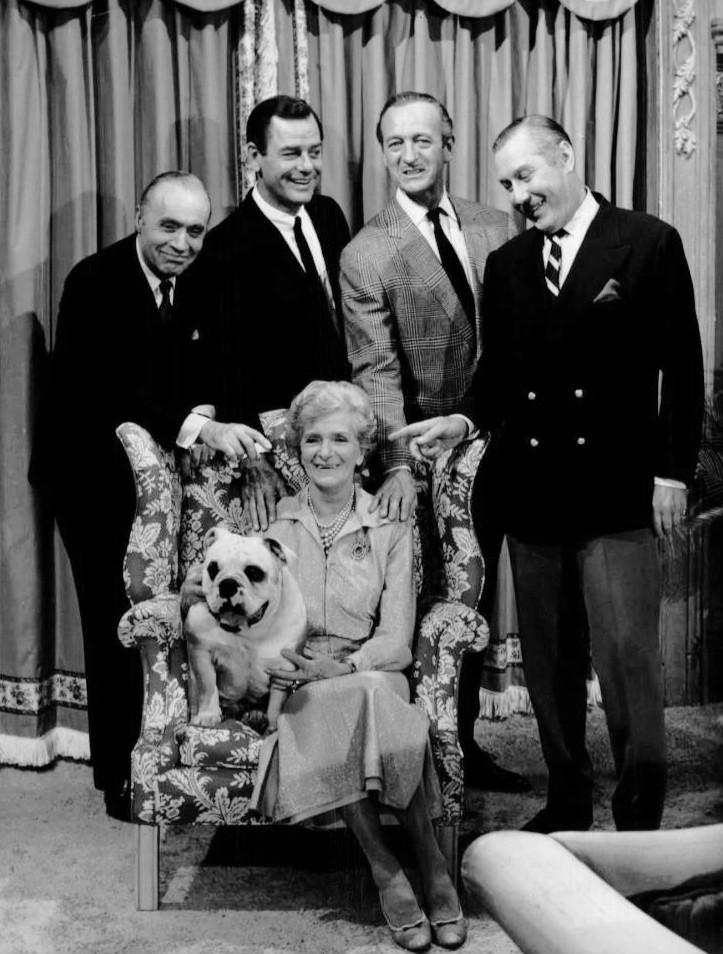
Reparto de la serie televisiva The Rogues (1964). De izq. a der. Charles Boyer, Gig Young, David Niven, Robert Coote y, sentada, Gladys Cooper

En 1956 Coote desarrolló el papel del coronel Pickering en la representación original en el circuito de Broadway de My Fair Lady (1956–62), el cual retomó en 1976–77, también en Broadway. Otro de sus papeles destacados en Broadway fue el del rey Pellinore en Camelot (1960–63). 
Con relación a su trabajo televisivo, fue nominado a un Premio Emmy por su papel de Timmy St. Clair en la serie de la NBC The Rogues (1964–65). Entre otros papeles, en 1966 actuó con Jackie Gleason y Art Carney en un episodio de The Honeymooners titulado "The Honeymooners in England", emitido por la CBS.
Su última actuación cinematográfica tuvo lugar en la película protagonizada por Vincent Price Theatre of Blood (1973), y su último trabajo televisivo fue el papel de Theodore Horstmann en la serie de la NBC Nero Wolfe (1981), protagonizada por William Conrad.
Robert Coote falleció mientras dormía en el New York Athletic Club en noviembre de 1982, a los 73 años de edad. Había sido buen amigo del actor David Niven, con quien compartió casa a finales de los años 1930, viviendo en un apartamento sobre el garaje de Niven varios años tras la Segunda Guerra Mundial.

## Filmografía (selección)

### Cine
- 1931 : Sally in Our Alley, de Maurice Elvey
- 1938 : A Yank at Oxford, de Jack Conway
- 1939 : Gunga Din, de George Stevens
- 1939 : Nurse Edith Cavell, de Herbert Wilcox
- 1939 : The House of Fear, de Joe May
- 1940 : Vigil in the Night'', de George Stevens
- 1942 : Commandos strike at Dawn, de John Farrow
- 1946 : A Matter of Life and Death, de Michael Powell y Emeric Pressburger
- 1947 : The Ghost and Mrs. Muir, de Joseph L. Mankiewicz
- 1947 : Forever Amber, de Otto Preminger
- 1947 : Lured, de Douglas Sirk
- 1947 : The Exile, de Max Ophüls
- 1948 : Los tres mosqueteros, de George Sidney
- 1948 : Berlin Express, de Jacques Tourneur
- 1949 : The Red Danube, de George Sidney
- 1950 : El libertador, de Michael Powell y Emeric Pressburger
- 1951 : The Desert Fox: The Story of Rommel, de Henry Hathaway
- 1951 : Otelo, de Orson Welles
- 1952 : Scaramouche, de George Sidney
- 1952 : The Merry Widow, de Curtis Bernhardt
- 1952 : El prisionero de Zenda, de Richard Thorpe
- 1955 : The Constant Husband, de Sidney Gilliat
- 1956 : El cisne, de Charles Vidor
- 1958 : The Horse's Mouth, de Ronald Neame
- 1960 : Objetivo: Banco de Inglaterra, de Basil Dearden
- 1963 : The V.I.P.s, de Anthony Asquith
- 1964 : The Golden Head, de Richard Thorpe y James Hill
- 1966 : A Man could get killed, de Ronald Neame y Cliff Owen
- 1968 : Prudence and the Pill, de Ronald Neame y Fielder Cook
- 1973 : Theatre of Blood, de Douglas Hickox

### Televisión
- 1960 : Rawhide (serie TV), episodio Incident in the Garden of Eden, de Joseph Kane
- 1975 : Target Risk, telefilm de Robert Scheerer
- 1979 : Institute for Revenge, telefilm de Ken Annakin
- 1981 : Nero Wolfe (serie TV), nueve episodios

## Teatro

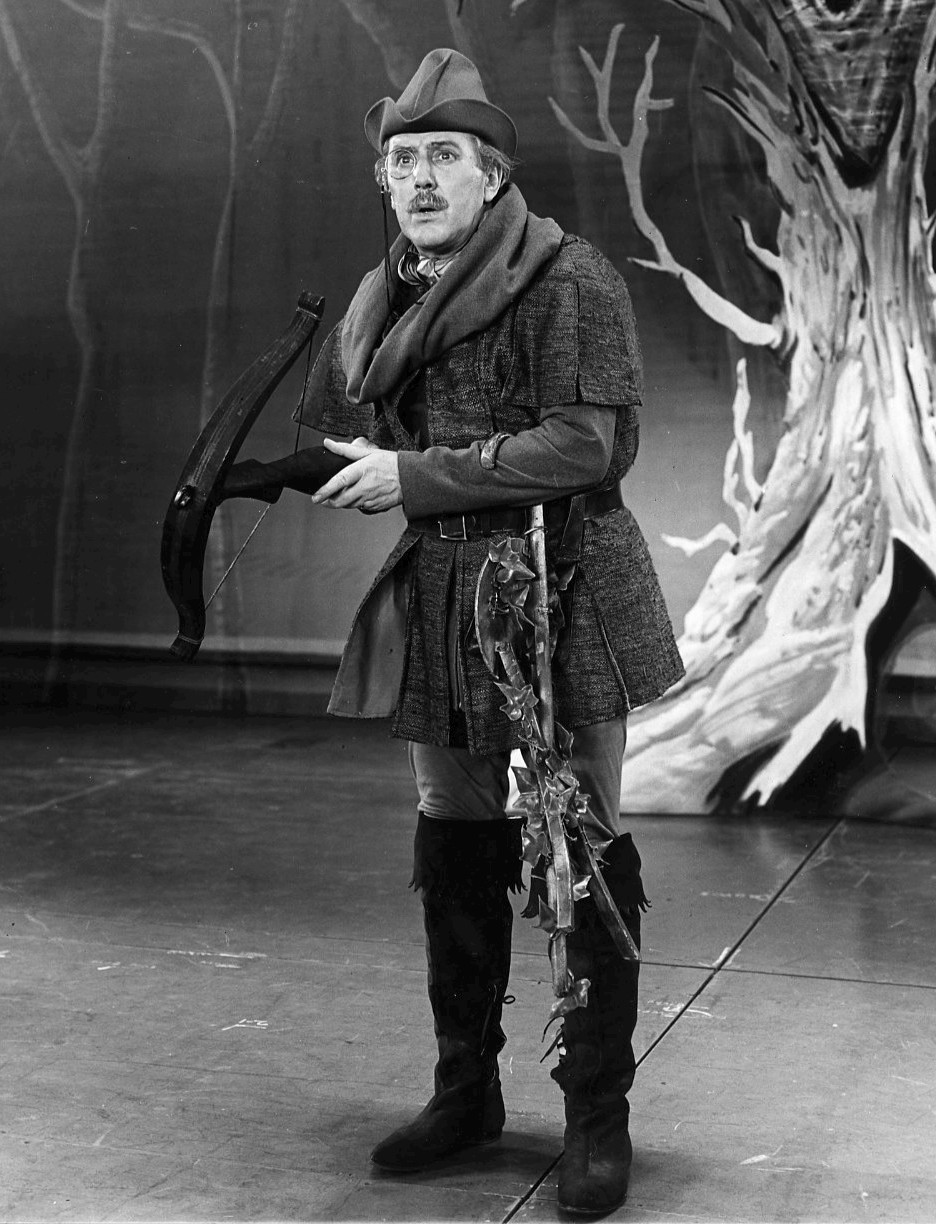
Coote en Camelot (Broadway, 1960)

### Broadway
- 1953 : The Love of Four Colonels, de Peter Ustinov, con Rex Harrison y Lilli Palmer
- 1954-1955 : Dear Charles, de Marc-Gilbert Sauvajon y Frederick J. Jackson, con Tallulah Bankhead
- 1956-1962 : My Fair Lady, de Frederick Loewe y Alan Jay Lerner, con Julie Andrews, Rex Harrison, Stanley Holloway y Cathleen Nesbitt
- 1960-1963 : Camelot, de Frederick Loewe y Alan Jay Lerner, con Julie Andrews, Richard Burton y Roddy McDowall
- 1973 : The Jockey Club Stakes, de William Douglas Home, con Wilfrid Hyde-White
- 1976-1977 : My Fair Lady, con Ian Richardson
- 1979 : Bedroom Farce, de Alan Ayckbourn, con John Lithgow

### Inglaterra
- 1919-1920 : Our Peg, de Edward G. Knoblauch
- 1930-1931 : Friederike, de Franz Lehár
- 1933-1934 : Eine Frau, die weiß, was sie will, de Oscar Straus, con Rex Harrison
- 1958 : My Fair Lady, con Julie Andrews, Rex Harrison y Stanley Holloway
- 1969-1970 : A Talent to amuse, a partir de Noël Coward, con Richard Attenborough, John Gielgud, Peter Graves, Stanley Holloway, Robert Morley, Richard Rodney Bennett, John Schlesinger y Susannah York